# Catherine Vincent
 (octobre 2017).
Si vous disposez d'ouvrages ou d'articles de référence ou si vous connaissez des sites web de qualité traitant du thème abordé ici, merci de compléter l'article en donnant les références utiles à sa vérifiabilité et en les liant à la section « Notes et références ».
Catherine Vincent, née le 4 décembre 1957, est une historienne médiéviste française. Tenant un poste de professeur à l'université Paris-Nanterre, membre « senior » de l'Institut universitaire de France (2011-2016), elle appartient au Centre de recherche d’histoire sociale et culturelle de l’Occident. Elle est l'une des principales spécialistes de la dévotion en Occident.
Elle est, entre autres, la créatrice et directrice de l'Inventaire des sanctuaires et lieux de pèlerinage chrétiens en France et la présidente de la Société d'histoire religieuse de la France depuis 2011.

## Biographie
Membre du jury de l'agrégation d'histoire en 2011, elle est avec Denyse Riche responsable du fait qu'ait été proposé comme commentaire de texte, pour les écrits d'admissibilité, un pastiche belge du XXe siècle, qu'elles tenaient pour être un texte du XVe siècle. Quand la « bourde » est découverte, elle démissionne du jury.

## Publications
- Des charités bien ordonnées : les confréries normandes de la fin du XIIIe siècle au début du XVIe siècle, Paris, École normale supérieure de jeunes filles, 1988.
- Les confréries médiévales dans le royaume de France, XIIIe – XVe siècle, Paris, Albin Michel, 1994.
- Introduction à l'histoire de l'Occident médiéval, Paris, Le livre de poche, 1995, coll. « Références », 223 p.
- Avec Sylvain Gouguenheim et Jean-Patrice Boudet (préf. Michel Parisse), L'Europe occidentale chrétienne au XIIIe siècle, Paris, SEDES, 1995, 318 p.
- André Vauchez (dir.), Dictionnaire encyclopédique du Moyen Âge, Paris, Cerf, 1997.
- Fiat Lux : lumière et luminaires dans la vie religieuse du XIIIe au XVIe siècle, Paris, Le Cerf, 2004, coll. « Histoire religieuse de la France » n° 24.
- Identités pèlerines, Publication de l'université de Rouen, 2004, 250 p.
- Alain Corbin (dir.), Histoire du christianisme : pour mieux comprendre notre temps, Paris, Le Seuil, 2007.
- Église et société en Occident, XIIIe – XVe siècle, Paris, Armand Colin, 2009, « Collection U », 320 p.
- Cathédrale et pèlerinage, Louvain, Bibliothèque de la Revue d'histoire ecclésiastique, Fascicule 92, 2010, 330 p.
- Mgr Jean-Charles Descubes (dir.), Rouen : primatiale de Normandie, Strasbourg, La nuée bleue, 2012, 511 p.
- Coordination de la partie médiévale du volume Storia religiosa della Francia, Milan, 2013, 2 vol.
- Avec Esther Dehoux et Marie Bassano, Regards croisés sur le Pèlerinage de l'âme de Guillaume de Digulleville (1355-1358), Turnhout, Brepols, 2014.
- Avec Anne Bonzon, Isabelle Poutrin et Alain Tallon, Marc Venard, historien, Rennes, Presses universitaires de Rennes, 2019, 291 p. (ISBN 9782753577503)